# Mouriri valenzuelana
Mouriri valenzuelana är en tvåhjärtbladig växtart som beskrevs av Achille Richard. Mouriri valenzuelana ingår i släktet Mouriri och familjen Melastomataceae.
Artens utbredningsområde är Kuba. Inga underarter finns listade i Catalogue of Life.